# Boehmia longirostris
Boehmia longirostris is een zeespin uit de familie Ascorhynchidae. De soort behoort tot het geslacht Boehmia. Boehmia longirostris werd in 1957 voor het eerst wetenschappelijk beschreven door Stock. 